# Estêvão de Ripon
Estêvão de Ripon foi o autor do texto hagiográfico do século VIII Vita Sancti Wilfrithi ("Vida de São Vilfrido"). Outros nomes outrora tradicionalmente atribuídos a ele são Eddius Stephanus ou Æddi Stephanus, mas esses nomes não são mais preferidos ou aceitos pelos historiadores hoje; o uso moderno tende a favorecer "Estevão".

## Vida

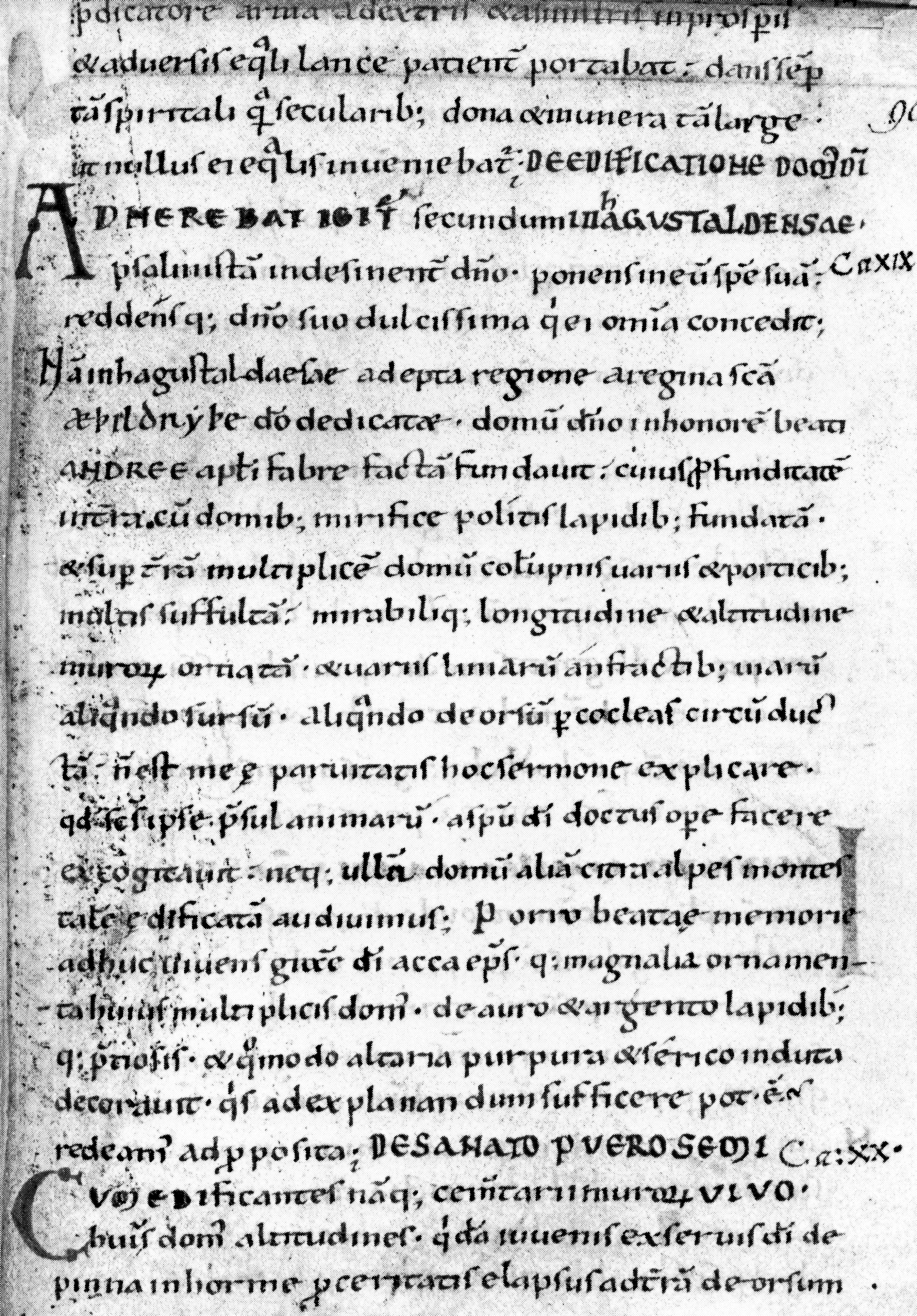
Página de um manuscrito do século XI da Vita Sancti Wilfrithi descrevendo a fundação da Abadia de Hexham;

Muito pouco se sabe sobre a vida de Estêvão de Ripon. O autor de "Vida de São Vilfrido" se identifica como "Estevão, um padre". Beda menciona que Vilfrido trouxe um mestre de canto de Kent, Ædde Stephanus, para Ripon em 669 para ensinar canto, e tradicionalmente ele é considerado a mesma pessoa que o "Estevão" mencionado no texto. As evidências escritas sugerem que há dois candidatos para a mesma pessoa. Se os dois fossem iguais, Stephen teria pelo menos vinte anos quando veio para o norte, colocando-o na casa dos sessenta ou mais na morte de Vilfrido em 709. Ele foi então registrado como estando presente no aniversário da morte de Vilfrido um ano depois. Assim, a questão da idade de Estevão fez alguns historiadores se perguntarem se Estevão estava na comitiva de Vilfrido, mas fazia parte de uma geração posterior. O biógrafo Estevão tinha Ripon como seu lar religioso e teria sido capaz de consultar todos os indivíduos que conheceram Vilfrido como fonte de material para "A vida de São Vilfrido".